# Escudo boliviano

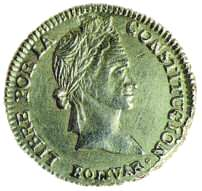
Moeda de um sol de ouro, divisão do escudo boliviano

O Escudo boliviano era uma unidade monetária da Bolívia que circulou entre os anos de 1827 e 1864. Substituiu o escudo e se dividiu em 16 soles.
Foi substituído pelo boliviano, com uma equivalência de 1 escudo = 2 bolivianos.